# شهرستان هیدالگو (نیومکزیکو)

شهرستان هیدالگو، نیومکزیکو از شهرستان‌های ایالت نیومکزیکو در آمریکاست. بر طبق سرشماری‌های سال ۲۰۱۰، جمعیت این شهرستان برابر بود با ۴٫۸۹۴ نفر و مساحتی معادل ۸٫۹۲۵ کیلومترمربع را شامل می‌شد.
این شهرستان در سال ۱۹۱۹ و با جداشدن از شهرستان شمالی‌اش، گرنت، ایجاد شد.

## پیوند
- وبگاه رسمی